# Christian Tissier
Christian Tissier (Pariz, 7. veljače 1951.), francuski majstor borilačkih vještina, prvi ne-japanac aikido shihan. Nositelj je 8. Dana u aikidu.

## Životopis
Christian Tissier je rođen 7. veljače 1951. godine u Parizu. U svom rodnom gradu, aikido je započeo vježbati s 11 godina pod nadzorom Jean-Claude Tavernier. Ubrzo je prešao da vježba kod Mutsuro Nakazonoa. Godine 1968. od Nakazonoa dobiva 2. Dan, te pravi plan za odlazak u Japan.
Godine 1969, nakon nekoliko mjeseci mrkotrpnog rada, Christian Tissier najzad uspjeva da sakupi dovoljno novca za put u Japan. Malo prije nego što je stigao u Japan, O-Sensei je preminuo. Kada je stigao u Tokio, bio je gotovo bez novca, jer je većinu svoje ušteđevine potrošio na dolazak u Japan. Nakon teškog početka, ubrzo je našao posao kao model, a nešto kasnije je radio i kao profesor francuskog jezika. Ovim je sebi omogućio da se mirno smjesti u Japanu i usmjeri svoju pažnju i vrijeme na vježbanje aikida. Ostvario je jaku vezu s Moriteru Ueshibom, Morito Suganumom, Seishirom Endom, Tsuruzo Miyamotom i još mnogim drugim. Omiljeni učitelji su mu bili Yamaguchi Seigo, Kisaburo Osawa i Kisshomaru Ueshiba. Bio im je uke (asistent) tokom vježbanja i demonstracija. U Japanu, Tissier se još bavio i kenjutsom, karateom, kickboxingom, judom, kendom, te učio je japanski jezik. Tamo je proveo sedam godina, a ne godinu i po koliko je planirao, i dobio 4. Dan u aikidu.
Nakon dobivanja 4. Dana, Seigo Sensei mu je predložio da se vrati u Francusku i da tamo promovira aikido i širi svoje znanje koje je stekao u Hombu dojou. Godine 1976. se vratio u Francusku i ubrzo je počeo da podučava aikido. Osnovao je školu Cercle Tissier. Ona je jedna od najvećih škola borilačkih vještina u Europi. U ovoj školi se održavaju, pored aikida, još i džudo, karate, jujutsu, boks, hapkido, krav maga, kung fu i još mnoge druge vještine koje drže jedni od najboljih učitelja iz tih oblasti. Tissier je jedan od osnivača FFAAA (Fédération Française Aïkido, Aïkibudo et Affinitaires), koji je osnovan 1983. godine. Predstavlja jednu od dvije glavne aikido skupine u Francuskoj. FFAAA je i službeno priznata od Aikikai Zaklade i od Međunarodne aikido federacije (IAF) te broji preko 25.000 aikidoka u 800 klubova. 
Christian Tissier je u aikidu primio 5. Dan 1981. godine, 6. Dan 1986. godine i 7. Dan 1998. godine, prvi je ne-japanski instruktor koji je ponio zvanje shihana. U 2016. godini Christian Tissier, Miyamoto Tsuruzo i Jiro Kimura dobili su 8. Dan od sadašnjeg doshua Moriteru Ueshibe. Jedini je Europljanin ovog ranga.

## Djela
Knjige:
- Aikido Fondamental. (1979)
- Aikido Fondamental - Tome 2, (1981)
- Aikido Fondamental - Tome 3, (1983)
- Aikido - Initiation. (1983)
- Aikido Fondamental - Tome 4: Techniques avancées. (1987)
- Aikido - Progression technique du 6ème Kyu au 1er Dan.  (1990)

Video snimci:
- Aikiken- Bokken- Kenjutsu- mes choix pour l'étude du Ken
- Aikido - Progression technique du 6ème Kyu au 1er Dan.

DVD:
- Principes et applications - Volume 1 : immobilisations
- Principes et applications - Volume 2 : projections
- Principes et applications - Coffret : immobilisations et projections
- Variations et applications

Mobilne aplikacije:
- Christian Tissier - Aikido App

## Vanjske povezice
- Službena stranica